# Бернар Тапі
Бернар Тапі (фр. вимова: [bɛʁnaʁ tapi], 26 січня 1943 — 3 жовтня 2021) — французький бізнесмен, політик та актор, співак та телеведучий. Колишній міністр міських справ в уряді П'єра Береговуа.

## Життя та кар'єра
Тапі народився в Парижі. Він бізнесмен, що спеціалізується на відшкодуваннях на банкрутствах компаній, серед яких Adidas, був власником Adidas з 1990 по 1993 рік, власник спортивних команд. Його велосипедна команда «Ла Ві Клер» двічі вигравала «Тур де Франс» — у 1985 та 1986 роках, а його футбольний клуб «Олімпік» з Марселя чотири рази поспіль вигравав чемпіонат Франції, а в 1993 році — Лігу чемпіонів.
La Vie Claire, одна з колишніх фірм Тапі, — це мережа магазинів для здоров'я. Він спонсорував одну з найсильніших велосипедних команд усіх часів, La Vie Claire, яка була заснована після європейського велосезону 1983 року, коли багаторазовий переможець «Тур де Франс» Бернар Хіно пішов із команди Renault-Elf-Gitane. La Vie Claire було сформовано після того, як Гіно закінчив співпрацю зі своїм давнім і дуже успішним менеджером команди з Renault-Elf, Сірілем Гімаром.
З 1986 по 1994 рік він був президентом футбольного клубу «Олімпік» з Марселя, який п'ять разів поспіль (з 1989 по 1993) ставав чемпіоном Франції та вигравав Лігу чемпіонів УЄФА 1992–93.
У 1985 році він придбав вітрильний корабель «Клуб Медітерранні» у дружини зниклого французького мореплавця Алена Коласа. Човен було перевезено до Марселя, де у Тапі була футбольна команда. Його перейменували на «Фокея», на той час це був найдовший вітрильний корабель світу (225 футів). Тапі взяв на себе командування ним з новим екіпажем в 1988 році і побив світовий рекорд перетину Атлантичного океану.
В ніч проти 4 квітня 2021 року до будинку Тапі в департаменті Сена і Марна увірвалися четверо невідомих, що напали на нього й пограбували.

### ЗМІ
Тапі знявся разом з Фабрісом Лучіні у фільмі Клода Лелуша 1996 року Hommes, femmes, mode d'emploi (Чоловіки, жінки: Посібник користувача).